# Hanns Heinz Ewers
Hanns Heinz Ewers (Düsseldorf, 3 novembre 1871 – Berlino, 12 giugno 1943) è stato uno scrittore tedesco di letteratura dell'orrore.

## Biografia
Ewers era affascinato sin da bambino dall'atmosfera cupa del folklore tedesco. Nella frase "Questa è la Germania, questo è il mio paese" presente in Alraune c'è quasi il presagio dell'epopea tragica del Nazionalsocialismo. Fu anche in contatto con il celebre mago Aleister Crowley. 
Grande viaggiatore, Ewers visitò a lungo l'Europa e si recò anche in Sud America e successivamente negli Stati Uniti, dove venne imprigionato a causa dello scoppio della Grande Guerra. Morì nel 1943 a Berlino, indebolito dalla tubercolosi e da problemi personali. 

## Contesto storico
La sua figura fu importante per lo sviluppo della letteratura dell'orrore in Austria e Germania che avvenne fra fine '800 e inizio '900. Il suo nome va messo a fianco a quelli di Gustav Meyrink, Alfred Kubin, Oskar Panizza, Leo Perutz e Karl Hans Strobl.
Questi scrittori erano molto influenzati dei maestri riconosciuti del genere come Edgar Allan Poe (Ewers scrisse un memorabile saggio sullo scrittore americano), Hoffmann, Villiers de L'Isle-Adam, Nerval e crearono una nuova letteratura fantastica che voleva essere una rivolta "ideale" contro la cultura imperante del positivismo e del capitalismo.
Si possono trovare forti influenze decadentistiche nello stile di questi autori, i quali attingevano spesso a tematiche allora fortemente diffuse come occultismo ed esoterismo. Non va infatti dimenticato che all'epoca in Germania pullulavano numerose sette di derivazione teosofica. Ed è in questo modo che possiamo leggere il suo atteggiamento nei confronti del nazismo, il regime nazista infatti gli affidò la stesura di un'opera ufficiale simil-agiografica sulla vita del "martire" del nazismo Horst Wessel che si concretizzò nella stesura del romanzo biografico Horst Wessel. Ein deutsches Schicksal (1932). Il progetto venne affidato ad Ewers anche per il fatto che i due collaborarono più volte a Berlino e Wessel prese parte alla lavorazione di alcuni film di Ewers sin dal 1926. Nel 1933 Ewers iniziò le riprese su un film basato sulla vita di Wessel, successivamente rilasciato come Uno dei tanti (Hans Westmar. Einer von vielen. Ein deutsches Schicksal aus dem Jahre 1929) ma diversi membri del partito nazionalsocialista non furono contenti del risultato; e nonostante le ottime vendite i vertici del partito non ritennero la sua opera alla pari delle sue precedenti e lo considerarono troppo immorale. Ironicamente, Horst Wessel successivamente divenne il primo romanzo a venir bandito dai nazisti una volta al potere (così come Uno dei tanti fu il primo film bandito dal regime), cui seguì la censura di Alraune e di altre opere di Ewers. Uno dei principali motivi per cui Ewers non fu benvisto dal partito fu il suo rifiuto di ogni forma di antisemitismo e quando le leggi di Norimberga vennero ufficialmente emanate nel 1935, Ewers riuscì a salvare diversi conoscenti ebrei fornendo loro passaporti per l'America e per l'Inghilterra.
Nazionalista ma viaggiatore, scrittore e cineasta, nazista ma partigiano dei diritti degli omosessuali e degli ebrei. Benché Louis Pauwels e Jacques Bergier nel loro libro Il mattino dei maghi abbiano affermato che la fascinazione di Ewers per il nazionalsocialismo fu dovuta al fatto che lo scrittore vi vide “la più forte espressione del Potere delle tenebre” coincidendo con una fascinazione estetica in linea con il gusto gotico-decadente che politica e ideologica, Ewers ne sarà a sua volta vittima: una delle sue opere fu infatti Die schönsten Hände der Welt (1943) [“Le mani più belle del mondo”], raccolta in cui derideva il regime nazista e la sua ideologia. Sconterà la sua libertà di espressione con la condanna a morte, poi evitata, e la proscrizione definitiva delle sue opere.

## Racconti e romanzi
La sua narrativa rimane sempre in bilico fra conscio e inconscio, grottesco, occulto ed erotismo deviato in cui spesso la donna è identificata come un simbolo di morte e bellezza. Questa della "femme fatale" è una tematica di derivazione decadente (grande è infatti l'ammirazione di Ewers per Oscar Wilde) che lo scrittore tedesco sfrutta però magistralmente in molte sue novelle, infarcendola spesso di pulsioni di sadismo e masochismo.
Il suo racconto capolavoro è Il ragno. Il ragno parla del suicidio, in una stanza di un piccolo albergo di Parigi, di uno studente che diventa una sorta di marionetta senza più energie in balia di una donna che viene appunto identificata con un ragno. Il racconto venne anche pubblicato nel 1910 in un'antologia edita dalla celebre casa editrice Georg Muller di Monaco, che in quel periodo incontrava un notevole consenso di pubblico, alternando classici del terrore come Poe e Gogol ai nuovi autori del periodo come Meyrink, Kubin e Strobl.
Ewers è poi celebre anche per alcuni romanzi "neri e crudeli" come la Mandragora (Alraune-1911), libro più volte adattato per il cinema, in cui il corpo femminile è visto come l'anticamera dell'Inferno. Si tratta di un'immagine potente che affonda le sue radici nelle leggende del folklore tedesco del Medioevo e che porta alla luce tutta la carica devastante di simbolismo oscuro, satanico e profetico in cui Ewers era maestro.
Ewers sfrutta qui la leggenda della Mandragora, una pianta di cui si magnificano le virtù afrodisiache e analgesiche, facendo sua la superstizione medievale secondo cui verrebbe generata dal seme di un impiccato espulso in punto di morte. Il seme generava dal terreno la cosiddetta "mandragola". La creazione dell'essere, tramite inseminazione artificiale nei confronti di una prostituta, da così origine ad Alraune. Alla fine la vicenda, in cui Alraune si comporta come una vera e propria padrona nei confronti dei maschi resi suoi schiavi, e in cui certo Ewers non si risparmia nessuna descrizione scabrosa, vira verso un erotismo sadico. Questa donna si renderà responsabile di tutte le peggiori nefandezze nei confronti dei suoi simili facendo trasparire una natura sadica e lussuriosa. 
Questo volume fa parte della cosiddetta trilogia di Frank Braun, sorta di alter-ego dello stesso Ewers. Frank Braun è infatti anche il protagonista dissoluto di altri due romanzi molto noti dello scrittore tedesco: L'Apprendista stregone (1907) e Il vampiro (1921).

## Edizioni italiane
In Italia, a parte la ristampa de Il Ragno e di qualche racconto sparso, non ha avuto purtroppo la stessa notorietà che è stata concessa a Gustav Meyrink e Alfred Kubin. Ma nel 2017 le Edizioni Hypnos hanno finalmente ristampato Alraune in una bella edizione curata dal germanista Alessandro Fambrini. Per quanto concerne i racconti, la sua migliore raccolta è stata edita nel 1972 dalla collana Il Sigillo Nero delle Edizioni del Bosco (Il Ragno e altri racconti del terrore).

## Film tratti dalle sue opere
- Die Eisbraut, diretto da Stellan Rye (1913)
- Alraune, die Henkerstochter, genannt die rote Hanne, diretto da Eugen Illés e Joseph Klein (1918).
- La mandragora, diretto da Henrik Galeen (1928)
- Alraune, la figlia del male, diretto da Richard Oswald (1930)
- Lo studente di Praga, diretto da Arthur Robison (1935)
- La mandragora, diretto da Arthur Maria Rabenalt (1952)